# Hypenodes
Hypenodes is een geslacht van vlinders van de familie Uilen (Noctuidae), uit de onderfamilie Strepsimaninae.

## Soorten
- H. caducus Dyar, 1907
- H. nigritalis Ronkay, 1984
- H. turfosalis Wocke, 1850